# ニワカ雨ニモ負ケズ
『ニワカ雨ニモ負ケズ』は、日本のバンド、NICO Touches the Wallsの楽曲で、シングル。キューンミュージックより2013年7月10日発売。前作『Mr.ECHO』から約4か月でのシングル。
キャッチコピーは、｢今年の夏フェスはこの曲で勝負！既にCD化の問い合わせが殺到｣

## 収録曲
1. ニワカ雨ニモ負ケズ [4:22]
作詞:光村龍哉、対馬祥太郎　作曲:光村龍哉　編曲:NICO Touches the Walls・Hajime Okano
  - テレビ東京系アニメ『NARUTO -ナルト- 疾風伝』第13期オープニングテーマ[2]。同アニメへのタイアップは、「Broken Youth」「Diver」に続いて3度目。
  - テレビ東京系『ロック兄弟』7月度エンディングテーマ
2. 陽の当たる場所 [4:16]
作詞:MISIA & 佐々木潤　作曲:佐々木潤
  - MISIAが1998年に発表した同名のシングル曲のカバー。